# Dalechampia capensis
Dalechampia capensis là một loài thực vật có hoa trong họ Đại kích. Loài này được A.Spreng. mô tả khoa học đầu tiên năm 1828.